# كارل ويبر (دبلوماسي)
كارل ويبر (بالروسية: Вебер, Карл Иванович)‏ (و. 1841 – 1910 م) هو دبلوماسي من الإمبراطورية الروسية، ولد في ليباجا، توفي عن عمر يناهز 69 عاماً.

## التعليم
تعلم في جامعة سانت بطرسبرغ الحكومية
.

## جوائز
حصل على جوائز منها:

وسام القديسة حنة من الدرجة الأولى ‏